# Филлоргериус Якобсона
Филлоргериус Якобсона, или носатка Якобсона, (лат. Phyllorgerius jacobsoni) — вид равнокрылых насекомых из семейства носатки. Представитель монотипического рода с узким ареалом. Реликтовый вид древней фауны, сохранившийся, вероятно, со времён неогена в горах Северного Тянь-Шаня. Охраняется на территории Казахстана.

## Этимология
Видовое название было дано в честь Георгия Георгиевича Якобсона (1871—1926) — русского учёного-энтомолога, одного из крупнейших специалистов своего времени.

## Описание
Длина тела самцов 4 — 4,4 мм, самок 5,1 — 6,4 мм. Окраска тела самки бурая, самца — чёрная.
Через основание наличника, щек проходит жёлто-белая перевязь. Хорошо прыгающие цикадовые. Тело яйцевидной формы, наиболее широкое на 3-м сегменте брюшка. Темя параболической формы. брюшка. Средний киль острый на всем своём протяжении. Бока темени плавно переходят в боковые края лба без резкого угла. Лоб несколько расширен к вершине. Переднеспинка короткая. Щиток является длиннее переднеспинки, с острым срединным килем и сглаженными боковыми килями. Надкрылья заходят до половины третьего сегмента брюшка. Передние тазики не доходят до вершины клипеуса. Имаго и личинки ходят, приподнимая переднюю часть тела. На спинной поверхности брюшка имеется хорошо развитый только один срединный киль. Передние и средние ноги листообразно расширены.

## Ареал и местообитание
Ареал охватывает Северный Тянь-Шань. Распространение вида охватывает: окрестности Чемолгана, Каскелена, Алматы, Талгара, Иссыка, Тургеня, Покровки, Александровки, Алексеевки, ущелье Ичкеле в горах Жетыжол южнее Токмака.
Встречается на кустарниково-луговых склонах гор, в разнотравных и злаковых степных предгорьях, высокотравных лугах в поясе лиственных и хвойных лесов. В горах поднимается на высоту до 2000 метров над уровнем моря.

## Биология
Особенности биологии и экологии вида мало изучены. Имаго (взрослые насекомые) встречаются с конца мая до начала августа. Является многоядным видом (полифаг). Зимующей стадией жизненного цикла являются, вероятно, яйца. Личинки обычно появляются в конце апреля и в зависимости от высотной характеристики местности, встречаются до начала или середины июня.

## Численность и охрана
До середины 1980-х годов вид встречался повсеместно в местах своего обитания в большом количестве. Негативно влияние на численность этого вида влияет сокращение, уничтожение и обеднение мест обитания в результате антропогенного воздействия. В последнее время в предгорьях численность вида резко сократилась из-за регулярных весенних и осенних пожаров, антропогенного освоения нетронутых земель, перевыпаса скота, размещения на распаханных землях полезащитных лесополос. Крупная популяция вида севернее Чемолгана вымерла из-за сплошной распашки целинных земель.
Вид включён в последнее издание Красной книги Казахстана (2006) в категории «Сокращающийся в численности вид».